# Chikosi Basden
Chikosi Basden (Hamilton, 1º febbraio 1995) è un calciatore bermudiano, difensore svincolato.

## Caratteristiche tecniche
È un terzino destro.

## Carriera

### Club
Comincia a giocare al Cockfosters. Nel 2018 viene acquistato dall'Hertford Town.

### Nazionale
Ha debuttato in nazionale il 25 febbraio 2019, nell'amichevole Cuba-Bermuda (2-2). Ha partecipato, con la nazionale, alla CONCACAF Gold Cup 2019.